# Radiocadena Española
Radiocadena Española (RCE) (Radiocadena Espanyola, en català) va ser una emissora de ràdio espanyola de titularitat pública, integrada en l'Ens Públic RTVE. Se centrava en la ràdio local i municipal, les ràdios de les associacions de veïns, sense perdre el seu caràcter nacional i el fet que era una societat estatal. De caràcter comercial, admetia publicitat per aconseguir rendibilitat i potenciar la freqüència modulada per connectar amb una audiència a la qual fins ara no es podia portar a través de l'onda mitjana una programació cultural i informativa pròpia.
Juan Fernández Lozano va ser director de Radiocadena Española el 1979.
El 1989, totes les emissores de RCE van passar a formar part de Radio Nacional de España.

## Història
Radiocadena Española (RCE) va sorgir de la fusió de tres cadenes de ràdio: 
- Red de Emisoras del Movimiento (REM, emissores La Voz de...).
- Cadena Azul de Radiodifusión (CAR, emissores Radio Juventud de...).
- Cadena de Emisoras Sindicales (CES).

El 1974 la REM 'La Voz' i la CAR 'Radio Juventud' es van integrar com a una única entitat en la Delegación Nacional de Prensa i Radio del Movimiento Nacional, i La Voz de Madrid va passar a ser l'emissora de capçalera. Les emissores operaven sota el nom comercial de Radio Juventud-La Voz (o Ràdio Joventut-La Veu, en català) El 4 de desembre de 1978 es publicà un Reial Decret del Ministeri de Cultura pel qual que s'ordenava la incorporació de les emissores a l'Ens Públic RTVE, quedant estructurat en tres societats estatals: Televisió Espanyola (TVE), Ràdio Nacional d'Espanya (RNE) y Radiocadena Espanyola (RCE). La Radiocadena Española REM-CAR y la CES es fusionaren i, a partir del 1981 totes les emissores adoptaren el nom de Radiocadena Española.
Radiocadena Española va ser dirigida per Óscar Nuñez Mayo, amb José León Delestal com a cap de programes, cap d'informatius i coordinador del Festival de la Cançó de Benidorm, fins a 1980, sent substituït per Juan Fernández Lozano i quedant Luis del Val com a cap d'informatius.
La seva emissora central era La Voz de Madrid, a Ayala 15, Madrid, dirigida per Julio del Caño, sent cap d'emissions i de programes Enrique Álvarez del Castillo, i després va passar a anomenar-se Radiocadena Madrid sota la direcció d'Ernesto Pérez de Lama el 1981.
El 1987, Radiocadena Española va traslladar les seves seus administratives d'Ayala 15 (REM), de Diego de León 47 (CAR, Radio Juventud i Productora de Programas, dirigides per Ernesto Pérez de Lama i Ruiz Butrón, respectivament), i d'Hortes 73 (CES, Radio Centro, dirigida per Juan Ignacio del Álamo) centralitzant l'administració a Calle Princesa, 24 i després a Calle de La Reina.
Les emissions van passar a centralitzar-se a Huertas, 73, amb Jesús Molinuevo com a cap d'emissions, tancant la productora del carrer Diego de León i passant la producció de programes al carrer d'Ayala, 15 sota la direcció d'Enrique Álvarez del Castillo. El director d'informatius era José María Torre-Cervigón.
Les emissions des dels estudis centrals de Radiocadena Española es realitzaven i produïen en les plantes superiors de l'edifici sindical situat el carrer Huertas, 73, per a les programacions de Radio Cadena Española (convencional), Radiocadena Compás (Oldies i música lleugera) i Radiocadena Pop (música juvenil). Aquest immoble també va ser seu del diari Pueblo, llavors dirigit per Emilio Romero. En l'actualitat, aquest edifici alberga el Consell Econòmic i Social de la Comunitat de Madrid.
Després van passar emissions, producció i administració a l'edifici de l'antiga seu de No-Do, poc abans de fusionar-se RCE amb RNE per convertir-se amb la seu del centre territorial de RNE a Madrid, i després en seu per al servei mundial de Radio Exterior de España.
Radiocadena Española estava formada per un conjunt de 70 emissores locals distribuïdes per tot Espanya. Amb una plantilla de més de mil treballadors, comptaven amb escassos mitjans, en gran part obsolets, amb problemes de dèficit pressupostari i d'explotació. Era de caràcter comercial com Radio Peninsular.
Sota la direcció, primer de Juan Fernández Lozano, i després de Luis del Val, el 1980 es va renovar la programació, amb Eduardo García Matilla des de la direcció de programes. De la direcció dels serveis informatius es va encarregar Juan Van-Halen. Si bé Radiocadena Española s'enfocava especialment cap a les emissions locals, s'havia reservat un 31% del seu horari a la programació nacional, potenciant per exemple, l'emissió d'espais dirigits als joves: Radiocadena FM, amb la presentació d'Antonio Fernández i Rafa Fuentes, Búmerang, amb Agustín Galán, El cubo mágico o El búho musical de Paco Pérez Bryan.
Amb el nom de l'informatiu de la cadena creat per José León Delestal, Radiocadena Actualidad i sota la direcció de María Teresa Campos, es van impulsar tres programes informatius de mitja hora cadascun: a les 8,30, a les 14,30 i a les 23,30 hores; amb les presentacions de Candida Godoy, Antonio San José, Estrella Moreno, Begoña Pérez, Javier Lostalé i Agustín Castellote en esports.
Amb una tradició important de programes d'èpoques anteriors, un dels programes més coneguts des de finals dels setanta era Apueste por una, presentat per María Teresa Campos i Patricia Ballesteros, de 19 a 20 h. Tutti frutti amb Federico Pérez de Lema a mitjanit va ser un altre dels programes més recordats d'aquesta època. També El pupitre loco, presentat per Manolo Hernández Hurtado i Juan Herrera, sobre una sintonia borreguera, apareixia en les nits dels caps de setmana.
El 1981 Radiocadena Española aconseguia una audiència de tres milions d'oients, només per darrere de la Cadena SER i RNE, i per davant de la Cadena COPE.
El 1982 va fitxar el locutor Luis del Olmo, per a la direcció i presentació de l'espai Hora Punta, que va romandre en antena durant un any.
El desembre de 1982, després de la victòria del PSOE en les eleccions generals, es produeix el nomenament de José María Calviño com a director general de l'Ens Públic RTVE. Ramón Criado passa a ser designat director de RadiocadenaEspañola. La nova direcció propugna nous canvis a la programació, encarregant-se també Joaquín Prat de presentar programes patrocinats per signatures comercials.
Els altres col·laboradors van ser acomiadats de forma massiva i sistemàtica i van perdre el plet laboral contra RTVE malgrat els seus tancaments a les seus de RCE recolzats fins i tot per Luis del Olmo.
Nou mesos més tard, Ramón Criado va ser nomenat director de TVE i és substituït per Jordi García Candau.
Entre el 1981 i la reorganització de RCE feta l'any 1983, hi havia 3 emissores diferents, una per a cada freqüència d'ona mitjana: la de la REM 'La Veu' va adoptar el nom de Radiocadena 1, la de la CAR 'Ràdio Joventut' va adoptar el de Radiocadena 2, i la de la Cadena de Emisoras Sindicales (Radio Centro a Madrid) va adoptar el de Radiocadena 3.
Fou a partir de l'any 1983, amb la reestructuració de Radiocadena Espanyola, quan les emissores s'unificaren en una sola en ona mitjana, i partir del 20 de juny es crearen tres emissores a les freqüències d'FM: Ràdio Cadena Pop, una radiofórmula de música pop amb programació local, emesa en algunes freqüències, Ràdio Cadena Compàs, una radiofórmula de música 'oldie', que també comptava amb programació local i era emesa a las altres freqüències, i Radiocadena Flamenca, que s'emetia només a Andalusia. La programació local s'emetia conjuntament a la RCE genèrica, en ona mitjana, i a Ràdio Cadena Pop (o, en el seu lloc, Radiocadena Flamenca) i/o Ràdio Cadena Compàs.
També a partir del 1983, al País Valencià RCE comença a operar sota el nom de Ràdio Cadena Valenciana, i es converteix en una emissora autonòmica.
Amb el nomenament de Pilar Miró com a directora general de RTVE a l'octubre de 1986, Clara Isabel Francia va passar a assumir l'adreça de Radiocadena Española amb l'objectiu d'iniciar el seu desmantellament, a causa de la crisi econòmica que travessava el sector públic generada per l'aparició de les televisions privades (els ingressos per publicitat a TVE no eren suficients ni tan sols per finançar RNE).
El 1989 les setanta emissores de Radiocadena Española es van fusionar amb Radio Nacional de España i van donar lloc a Radio 4 de RNE, una cadena de 24 emissores d'àmbit autonòmic en freqüència modulada. El seu elevat cost econòmic va ser la causa de la seva desaparició a les 20 h del 24 de juliol de 1991 (amb l'excepció de Ràdio 4 a Catalunya) i alguns pals FM van passar a emetre el senyal regional de Radio 1 de RNE i la resta a distribuir el senyal de Radio 5.
El 1989 les 46 emissores restants de l'extinta Radiocadena Española van formar Radio 5, una cadena d'àmbit local i de marcat caràcter comercial, seguint el model de Radio Peninsular (desapareguda el 1984). La seva escassa rendibilitat va provocar el 18 d'abril de 1994 la seva definitiva reconversió en radiofórmula informativa Todo Noticias, i després RNE Radio 5 Información, el 2013.
Les emissores locals a l'FM de la xarxa de Radiocadena Espanyola, Ràdio Cadena Pop (o Radiocadena Flamenca), que va ser substituïda majoritàriament per Ràdio 4 (o per Radio 4 Canal Pop a Madrid), i Ràdio Cadena Compàs, que majoritàriament va ser substituïda per Ràdio 5 (o Radio 4 Compás a Madrid fins 1990)) a l'FM. A l'ona mitjana, el senyal genèric local de Radiocadena Espanyola passà a emetre Ràdio 5.

## Imatge corporativa

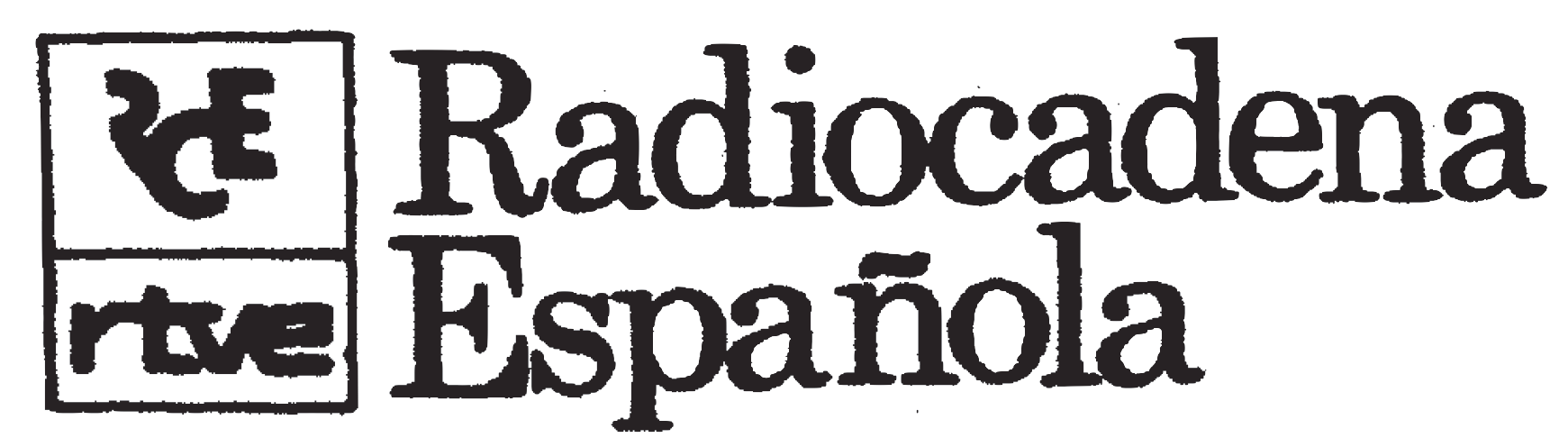
Logotip de Radiocadena Espanyola de 1978 a 1983.
Logotip de Radiocadena Espanyola entre 1983 i 1989.

## Direcció de Radiocadena Española
- Óscar Nuñez Mayo (- 1979)
- Juan Fernández Lozano (1979-1981)
- Luis del Val (1981-1982)
- Ramón Criado (1982-1983)
- Jordi García Candau (1983-1986)
- Clara Isabel Francia (1986-1988)